# 予感 (中島みゆきのアルバム)
『予感』（よかん）は、1983年3月5日に発表された、中島みゆきの10作目のオリジナルアルバムである。

## 解説
アルバムのキャッチコピーは「等心大では生きられない」。
このアルバムのレコーディング・エンジニアに、スティーヴィー・ワンダーのレコーディングにも参加しているゲイリー・オラサバルが担当した。

## 再発売
このアルバムのポニーキャニオン盤は既に廃盤となっているが、2021年現在でも、このアルバムを含んだ通販限定CDボックスは、ポニーキャニオンショッピングクラブにて販売中である。
本作よりLP、CTと共に、ひと月遅れでCDが発売されたが、1983年当時はCDの技術が未発達であったことに加え、アナログのための音源をそのまま使用したため、初回盤CD[D35A-0009]の音質には難があった。その後、1986年に本作は改めてデジタルリマスタリングによって音質を大幅に向上させた上で再発された。現行盤のCDは2018年にヤマハミュージックコミュニケーションズから発売されたもの（アートワークが変更され、デジタルリマスタリングもされた）。
2012年、Tom Baker at Precision Mastering (Los Angeles) により新たにデジタルリマスタリングされたCDがクリスタルディスクにて発売された（規格品番：YMPCD-10019）。

## 収録曲

### LPレコード
| 全作詞・作曲・編曲: 中島みゆき。 |                            |            |            |      |
| #                                | タイトル                   | 作詞       | 作曲・編曲 | 時間 |
| 1.                               | 「この世に二人だけ」       | 中島みゆき | 中島みゆき | 4:59 |
| 2.                               | 「夏土産」                 | 中島みゆき | 中島みゆき | 4:35 |
| 3.                               | 「髪を洗う女」             | 中島みゆき | 中島みゆき | 4:29 |
| 4.                               | 「ばいばいどくおぶざべい」 | 中島みゆき | 中島みゆき | 6:26 |
| 合計時間:                        | 合計時間:                  | 20:29      |            |      |

| 全作詞・作曲: 中島みゆき、全編曲: 井上堯之。 |                          |            |            |      |
| #                                            | タイトル                 | 作詞       | 作曲・編曲 | 時間 |
| 1.                                           | 「誰のせいでもない雨が」 | 中島みゆき | 中島みゆき | 6:30 |
| 2.                                           | 「縁」                   | 中島みゆき | 中島みゆき | 3:31 |
| 3.                                           | 「テキーラを飲みほして」 | 中島みゆき | 中島みゆき | 3:16 |
| 4.                                           | 「金魚」                 | 中島みゆき | 中島みゆき | 3:05 |
| 5.                                           | 「ファイト!」            | 中島みゆき | 中島みゆき | 7:03 |
| 合計時間:                                    | 合計時間:                | 23:25      |            |      |

### CD
| 全作詞・作曲: 中島みゆき。 |                            |            |            |            |      |
| #                          | タイトル                   | 作詞       | 作曲・編曲 | 編曲       | 時間 |
| 1.                         | 「この世に二人だけ」       | 中島みゆき | 中島みゆき | 中島みゆき | 4:59 |
| 2.                         | 「夏土産」                 | 中島みゆき | 中島みゆき | 中島みゆき | 4:35 |
| 3.                         | 「髪を洗う女」             | 中島みゆき | 中島みゆき | 中島みゆき | 4:29 |
| 4.                         | 「ばいばいどくおぶざべい」 | 中島みゆき | 中島みゆき | 中島みゆき | 6:26 |
| 5.                         | 「誰のせいでもない雨が」   | 中島みゆき | 中島みゆき | 井上堯之   | 6:30 |
| 6.                         | 「縁」                     | 中島みゆき | 中島みゆき | 井上堯之   | 3:31 |
| 7.                         | 「テキーラを飲みほして」   | 中島みゆき | 中島みゆき | 井上堯之   | 3:16 |
| 8.                         | 「金魚」                   | 中島みゆき | 中島みゆき | 井上堯之   | 3:05 |
| 9.                         | 「ファイト!」              | 中島みゆき | 中島みゆき | 井上堯之   | 7:03 |
| 合計時間:                  | 合計時間:                  | 合計時間:  | 43:54      |            |      |

## 楽曲解説
1. この世に二人だけ
  - 2004年にアルバム『いまのきもち』でセルフカバーされた。
2. 夏土産
3. 髪を洗う女
  - 冒頭で男性コーラスが歌っている曲は『神共にいまして』という賛美歌である。
4. ばいばいどくおぶざべい
  - ベースは、YMOの細野晴臣が演奏している。歌詞に登場する『どくおぶざべい』はオーティス・レディング、『らいかろうりんすとうん』はボブ・ディランの名曲からとったものである。
5. 誰のせいでもない雨が
6. 縁
7. テキーラを飲みほして
8. 金魚
9. ファイト!
  - 『中島みゆきのオールナイトニッポン』に投稿されたリスナーから送られた葉書中で、仕事に関する様々な経験が基になっているという逸話が流れていたが[注 2][4]、中島は『月刊カドカワ』1991年11月号にて「番組に来た手紙は番組のものだし、歌になんて一切使ってないのにね」とはっきり否定している[5]。
  - 1994年に住友生命「ウィニングライフ」のCMソングに起用され、シングル「空と君のあいだに/ファイト!」に両A面曲としてリカットされた。

## 演奏者
- Vocals：中島みゆき

| この世に二人だけ - Drums：渡嘉敷祐一 - Bass：岡沢章 - E.Guitar：芳野藤丸 - A.Guitar & 12St.Guitar：吉川忠英 - Keyboards：倉田信雄 - Percussions：斉藤ノブ - T.Saxophone：Jake.H.Concepcion - Trombone：新井英治 - Horn：長岡慎 - Malimba：金山功 - Mandolin：田中早苗 - Chorus：木戸恭弘・松下誠 夏土産 - Drums：渡嘉敷祐一 - Bass：岡沢章 - E.Guitar：芳野藤丸 - A.Guitar & 12St.Guitar：吉川忠英 - Keyboards：倉田信雄 - Percussions：斉藤ノブ - T.Saxophone：Jake.H.Concepcion - Trombone：新井英治 - Horn：長岡慎 - Malimba：金山功 - Mandolin：田中早苗 - Strings：スクランブル - Chorus：木戸恭弘・松下誠 髪を洗う女 - Drums：渡嘉敷祐一 - Bass：岡沢章 - E.Guitar：芳野藤丸 - A.Guitar & 12St.Guitar：吉川忠英 - Keyboards：倉田信雄 - Percussions：斉藤ノブ - T.Saxophone：Jake.H.Concepcion - Trombone：新井英治 - Horn：長岡慎 - Malimba：金山功 - Mandolin：田中早苗 - Strings：スクランブル - Chorus：木戸恭弘・松下誠 ばいばいどくおぶざべい - Drums：山木秀夫 - Bass：細野晴臣 - E.Guitar：BEN BRIDGES - A.Guitar & 12St.Guitar：吉川忠英 - Keyboards：倉田信雄 - Percussions：斉藤ノブ - T.Saxophone：Jake.H.Concepcion - Trombone：新井英治 - Horn：長岡慎 - Malimba：金山功 - Mandolin：田中早苗 - Chorus：木戸恭弘・松下誠 | 誰のせいでもない雨が - Drums：森谷順 - Bass：岡沢章 - E.Guitar：BEN BRIDGES - A.Guitar & 12St.Guitar：吉川忠英 - Keyboards：倉田信雄 - Percussions：斉藤ノブ - T.Saxophone：Jake.H.Concepcion - Trombone：新井英治 - Horn：長岡慎 - F.Horn：岸義和 - Malimba：金山功 - Mandolin：田中早苗 - Chorus：木戸恭弘・松下誠 縁 - Drums：渡嘉敷祐一 - Bass：岡沢章 - E.Guitar：芳野藤丸 - A.Guitar & 12St.Guitar：吉川忠英 - Keyboards：倉田信雄 - Percussions：斉藤ノブ - T.Saxophone：Jake.H.Concepcion - Trombone：新井英治 - Horn：長岡慎 - Flute：衛藤幸雄 - Piccolo：相馬充 - Fagot：大畠條亮 - Timpani：白石健二 - Malimba：金山功 - Mandolin：田中早苗 - Chorus：木戸恭弘・松下誠 テキーラを飲みほして - Drums：島村英二 - Bass：富倉安生 - E.Guitar：芳野藤丸 - A.Guitar & 12St.Guitar：吉川忠英 - Keyboards：倉田信雄 - Percussions：斉藤ノブ - T.Saxophone：Jake.H.Concepcion - Trombone：新井英治 - Horn：長岡慎 - Malimba：金山功 - Mandolin：田中早苗 - Chorus：木戸恭弘・松下誠 金魚 - Drums：島村英二 - Bass：富倉安生 - E.Guitar：芳野藤丸 - A.Guitar & 12St.Guitar：吉川忠英 - Keyboards：倉田信雄 - Percussions：斉藤ノブ - T.Saxophone：Jake.H.Concepcion - Trombone：新井英治 - Horn：長岡慎 - Malimba：金山功 - Mandolin：田中早苗 - Chorus：木戸恭弘・松下誠 ファイト! - Drums：島村英二 - Bass：富倉安生 - E.Guitar：芳野藤丸 - A.Guitar & 12St.Guitar：吉川忠英 - Keyboards：倉田信雄 - Percussions：斉藤ノブ - T.Saxophone：Jake.H.Concepcion - Trombone：新井英治 - Horn：長岡慎 - A.Flute：篠原猛・相馬充 - Malimba：金山功 - Mandolin：田中早苗 - Chorus：木戸恭弘・松下誠 |